# Pays de la Sarre
Pour les articles homonymes, voir Sarre.
Le pays de la Sarre est un terme ambigu qui désigne historiquement divers territoires incluant la rivière franco-allemande de la Sarre. Au XXIe siècle, la vallée de la Sarre concerne les départements français de la Moselle et du Bas-Rhin, ainsi que les länder allemands de la Sarre et de Rhénanie-Palatinat. 
Bassin hydrographique : Bassin versant du Rhin

## Toponymie
Anciennes mentions : Pagus Saroensis et Pagus Saruensis (diplômes des années 713 et 719) ; Sarachowa en 870 ; Pagus Saronensis en 964 ; Pagus Sargowe en 1065 ; Pagus Saregauwe, Pagus Saregauve et Pagus Saregowe en 1080 ; Sarcouwe et Saracouwe en 1263 ; Sarackowa et Saragowa (Browerus, Annal. Trevir. VIII, 157) ; Pagus Saravensis, Sarachouwa et Sargow (Hadriani Valesii notitia Galliarnm, 504) ; Sarengawe et Saarengau (Ludolf, Notes sur la charte de 1080).

## Histoire

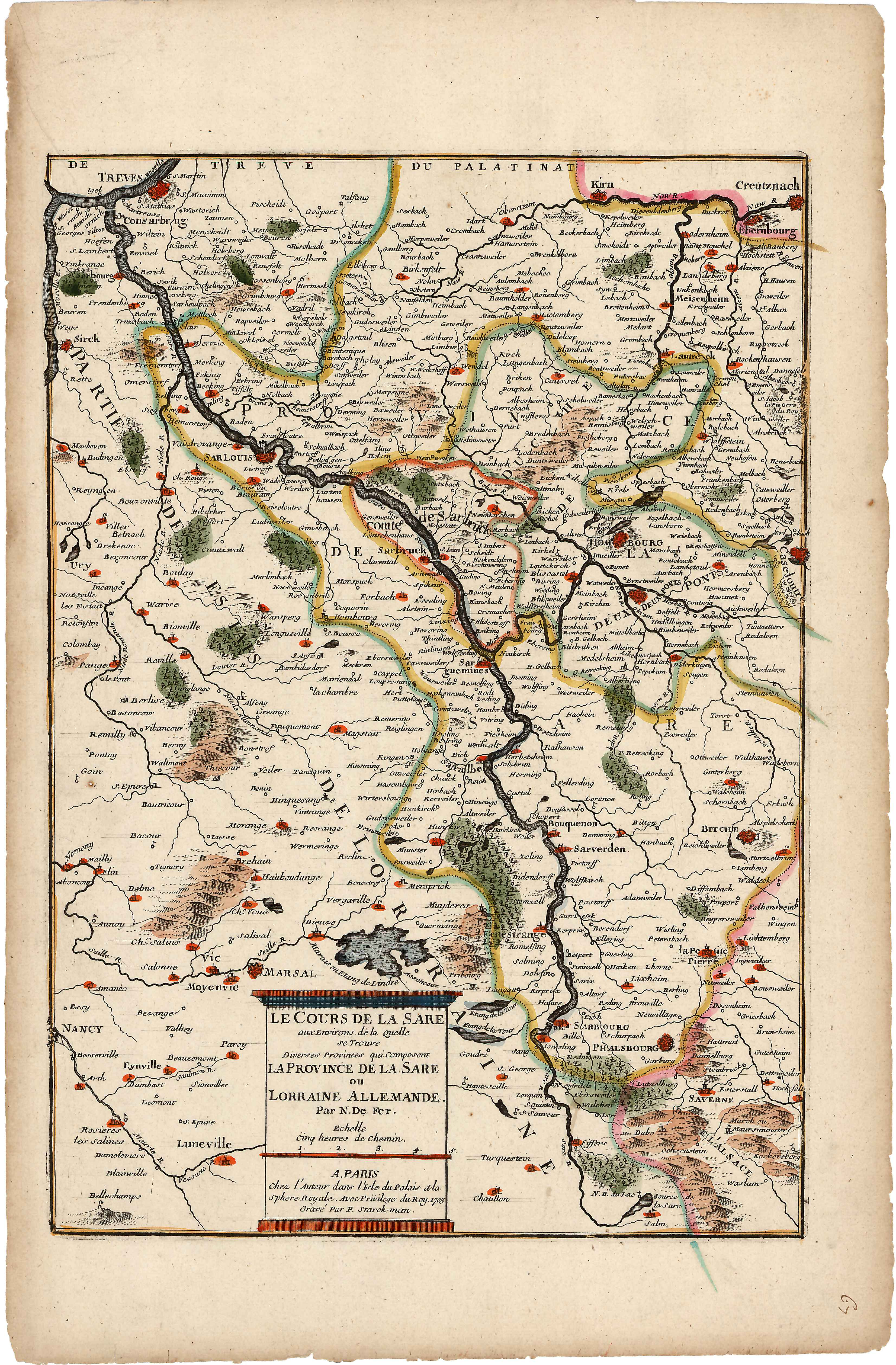
Carte historique de la Saar, 1703

Le pays arrosé par la Sarre est d'abord appelé Pagus Saroensis (pagus sarrois), puis Pagus Sargowe (pagus du gau de Sarre). Le haut Saargau (ou Saargau supérieur) s'étendait vers la source de la Sarre, et le bas Saargau (ou Saargau inférieur) s'étendait sur ladite rivière en bas de son cours. Le pays de la Sarre est au Moyen-Âge réparti entre de nombreux princes et seigneurs, les évêchés de Trèves et de Metz, les comtes de Nassau-Sarrebruck, les ducs de Lorraine, de Deux-ponts. Il semblerait que le terme allemand de Westrich, Westerreich, ait pris le relais de Pagus saroensis et de Saargau dans le langage populaire, ainsi que dans certains écrits, du moins entre le XIIIe siècle et la guerre de Trente Ans, pour cette contrée alors intégralement germanophone et très morcelée d'un point de vue seigneurial.
Le bailliage de Merzig et Saargau a existé pendant plusieurs siècles jusqu'à la convention du premier juillet 1778 ; ce territoire administratif était indivis, pour la souveraineté et les autres droits, entre la Lorraine et l'électorat de Trèves. La « partie Saargau » dudit bailliage était située sur la rive gauche de la Sarre.
La « province de la Sarre » est une appellation qui désigne la partie du gouvernement-général de Lorraine à l'époque où Louis XIV est maître de ce duché, entre 1672 et 1697. La plus grande partie de cette province est rendue au duc de Lorraine à la paix de Ryswick en 1697, à la suite de quoi Louis XIV ne garde que Sarrelouis et
quelques villages. Le nom de « province de la Sarre » est conservé et appliqué jusqu'à la fin de son règne et pendant les premières années du règne suivant, à un gouvernement particulier composé de Sarrelouis, Thionville, Montmédy, Bouillon, Stenay, Longwy, Marsal, la Petite-Pierre et Hornbach.
Au XVIIIe siècle, pour Augustin Calmet, Saargau signifie en allemand « pays de la Sarre », parce qu'il s'étend le long de la rivière de ce nom. Du sud au nord, ce pays s'étend depuis la source de la Sarre, qui est dans les montagnes des Vosges au pied du gros Donon, jusqu'à sa confluence dans la Moselle à Consarbrik [sic] au-dessus de Trèves, dans une étendue de plus de cent lieues.
Sous l'Ancien régime, « pays de la Sarre » désigne parfois la Lorraine allemande.
Depuis le XXe siècle, « pays de la Sarre » peut également désigner le territoire allemand appelé Saarland (littéralement : « Sarre pays ») ; ses limites correspondent approximativement à celles du Territoire du bassin de la Sarre (1920–1935).
En 1983, selon René Frecaut, les pays de la Sarre moyenne forment une « région originale » dans l'est du département de la Moselle, région qui est fidèle au dialecte germanique ainsi qu'assez fortement peuplée avec de gros villages groupés de 500 à 1 000 habitants.